# Sverrir Gudnason
Sverrir Gudnason (Lund, Suecia, 12 de septiembre de 1978; en islandés: Sverrir Páll Guðnason) es un actor sueco de origen islandés. Gudnason nació en Lund, Suecia, y creció en Reykjavík, Islandia. Se mudó con su familiar a Tyresö, Suecia, en 1990 cuando su padre encontró trabajo como profesor en el Instituto Real de Tecnología. En el Festival Internacional de Cine de Shanghái de 2009, recibió un premio al mejor actor por su papel en la  película danesa-sueca Original. Desde entonces ha actuado como Pontus Höijer en la segunda temporada de la serie de Wallander así como dirigiendo producciones tanto en Gothenburg como en los teatros de ciudad de Estocolmo.
En mayo de 2016, se anunció que actuaría como Björn Borg en la película Borg vs McEnroe de 2017. En diciembre, se unió al reparto de The Girl in the Spider's Web, en el papel de Mikael Blomkvist.

## Filmografía

### Cine
| Año  | Título                                | Función           |
| ---- | ------------------------------------- | ----------------- |
| 2001 | Familjehemligheter                    | Bengan            |
| 2001 | Festival                              | Lukas             |
| 2003 | Sprickorna i muren                    | Jonny             |
| 2003 | Köftbögen                             |                   |
| 2004 | 6 Points                              | Marcus            |
| 2004 | Miss Suecia                           | Conny             |
| 2005 | Den utvalde                           | Anders            |
| 2006 | Min frus förste älskare               | Jonas             |
| 2009 | Original                              | Henry             |
| 2011 | Hur många lingon finns det i världen? | Alex              |
| 2012 | Mörkt vatten                          | Daniel            |
| 2012 | Call Girl                             | Krister           |
| 2012 | The Passion of Marie                  | Hugo Alfvén       |
| 2013 | Love and Lemons                       | David Kummel      |
| 2013 | Waltz for Monica                      | Sture Åkerberg    |
| 2014 | Gentlemen                             | Leo Morgan        |
| 2014 | Min så kallade pappa                  | Frank             |
| 2014 | Flugparken                            | Kille             |
| 2015 | The Circle                            | Max Rosenqvist    |
| 2016 | A Serious Game                        | Arvid Stjärnblom  |
| 2017 | Borg vs McEnroe                       | Björn Borg        |
| 2018 | The Girl in the Spider's Web          | Mikael Blomkvist  |
| 2018 | Føniks                                | Nils              |
| 2020 | The Book of Vision                    | Dr. Nils Lindgren |
| 2020 | Falling                               | Willis joven      |

### Televisión
| Año       | Título                | Función              | Notas                       |
| --------- | --------------------- | -------------------- | --------------------------- |
| 1996-1997 | Sexton                | Jonas                | Miniserie; 16 episodios     |
| 1998      | Nini                  |                      | Episodios desconocidos      |
| 2000      | Jesus lever           | Felix Eriksson       | Película televisiva         |
| 2001      | Nya tider             | Björn «Nalle» Jepson | Episodios desconocidos      |
| 2001      | En ängels tålamod     |                      | Episodio #2.10              |
| 2002      | Stora teatern         | Oliver               | Miniserie; 4 episodios      |
| 2003      | Cleo                  | Jonas                | 6 episodios                 |
| 2005      | Kommissionen          | Hampus               | Episodio: Psaltaren 37:2    |
| 2005      | Lasermannen           | Ralf                 | Miniserie; episodio 1       |
| 2007      | How Soon Is Now?      | Tommy Berglund       | Miniserie; 4 episodios      |
| 2008      | Kungamordet           | Rasmus Hamberg       | Miniserie; 4 episodios      |
| 2009      | 183 dagar             | Danny                | 2 episodios                 |
| 2009      | Hotell Kantarell      | Spiken               | Episodio: Åkes rosa periodo |
| 2009-2010 | Wallander             | Pontus               | 12 episodios                |
| 2010-2011 | Drottningoffret       | Rasmus Hamberg       | Miniserie; 3 episodios      |
| 2015      | Badehotellet          | Ernst Bremer         | 3 episodios                 |
| 2016      | Gentlemen & Gangsters | Leo Morgan           | Miniserie; 3 episodios      |